# Hemibracon hortulator
Hemibracon hortulator är en stekelart som först beskrevs av Juan Brèthes 1913.  Hemibracon hortulator ingår i släktet Hemibracon och familjen bracksteklar. Inga underarter finns listade i Catalogue of Life.